# Malcolm Waldron
Malcolm Waldron (Emsworth, 6 settembre 1956) è un ex calciatore inglese, di ruolo difensore.

## Caratteristiche tecniche
Era un difensore centrale.

## Carriera

### Club
Waldron si aggrega alle giovanili del Southampton, club della seconda divisione inglese, nel 1973, all'età di 17 anni; l'anno seguente, appena maggiorenne, esordisce invece in prima squadra (e, quindi, tra i professionisti). Nelle stagioni 1974-1975 e 1975-1976 gioca in modo saltuario, partecipando comunque alla vittoria della FA Cup 1975-1976, la prima nella storia del club biancorosso; gioca con maggior frequenza nella stagione 1976-1977 (nella quale segna anche un gol in 4 presenze in Coppa delle Coppe) e nella stagione 1977-1978, conclusasi con una promozione in prima divisione, alternandosi con i compagni di reparto Chris Nicholl, Mike Pickering e Manny Andruszewski, mentre nella stagione 1978-1979 gioca tutte e 42 le partite in programma nella First Division 1978-1979. In questa stagione il club raggiunge inoltre (perdendola) la finale di Coppa di Lega. Nei due anni seguenti gioca rispettivamente 30 e 7 partite, per poi nel 1981 trascorrere un periodo in prestito nella NASL ai Washington Diplomats; torna quindi al Southampton, con cui tra il 1981 ed il 1983 gioca altre 37 partite in prima divisione. Nel settembre del 1983 viene ceduto per 90000 sterline al Burnley, club di terza divisione, dove rimane una sola stagione giocando 16 partite. Si trasferisce quindi al Portsmouth, dove rimane fino al dicembre del 1986 totalizzando complessivamente 23 presenze ed un gol in terza divisione; termina infine la stagione 1986-1987 con i dilettanti del Road-Sea Southampton, per poi all'età di 31 anni ritirarsi.
In carriera ha totalizzato complessivamente 215 presenze e 11 reti nei campionati della Football League.

### Nazionale
Nel 1979 ha giocato una partita con la nazionale B inglese.

## Palmarès

### Club

#### Competizioni nazionali
- Coppa d'Inghilterra: 1

Southampton: 1975-1976